# Kraftwerk Ventanas
Das Kraftwerk Ventanas (spanisch Central termoeléctrica Ventanas) ist ein Kohlekraftwerk in Chile, das sich in einer Bucht bei der Stadt Quintero, Region V befindet. Das Kraftwerk ist im Besitz der Empresa Eléctrica Ventanas S.A. (EEV) und wird auch von EEV betrieben.

## Daten
Mit einer installierten Leistung von derzeit 885 (bzw. 875 oder 884) MW ist es das leistungsstärkste Kohlekraftwerk in Chile. Die Jahreserzeugung lag im Jahre 2001 bei 554 Mio. kWh und im Jahre 2009 bei 2,667 Mrd. kWh.

## Kraftwerksblöcke
Das Kraftwerk besteht aus vier Blöcken. Die folgende Tabelle gibt einen Überblick:
| Block | Max. Leistung (MW) | Betriebsbeginn | Turbine | Generator | Dampfkessel |
| ----- | ------------------ | -------------- | ------- | --------- | ----------- |
| 1     | 120                | 1964           | GE      | GE        | B&W         |
| 2     | 218                | 1977           | GE      | GE        | B&W         |
| 3     | 267                | 02.2010        |         |           |             |
| 4     | 270                | 03.2013        |         |           |             |

Die Kosten für den Block 4 lagen bei 550 Mio. USD.

## Brennstoff
Ventanas verwendet als Brennstoff neben Kohle auch Petrolkoks. Die Kohle wird im direkt neben dem Kraftwerk gelegenen Pier angeliefert.

## Eigentümer
Der Betreiber des Kraftwerks, die Empresa  Eléctrica Ventanas S.A. (EEV) ist eine Tochter der AES Gener S.A. (AES). AES ist bzgl. der installierten Leistung nach der Empresa Nacional de Electricidad S.A. Chile (ENDESA) der zweitgrößte Stromerzeuger in Chile.